# Небесний мандат

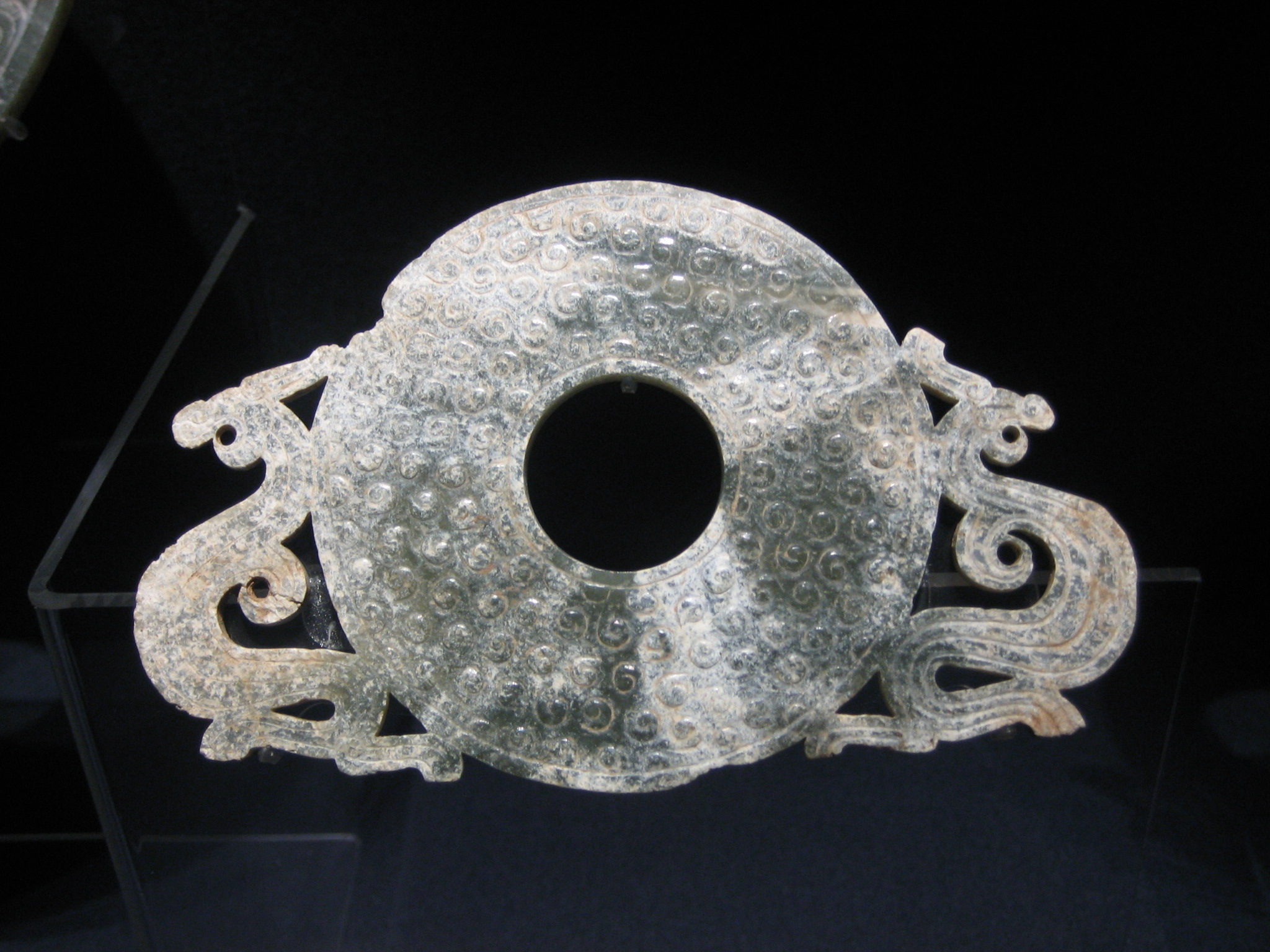
Диск Бі, династія Східна Чжоу (предмет невідомого призначення, форма якого утвердилася як символ Неба в китайській класиці)

Небесний мандат (кит. трад.: 天命; піньїнь: Tiānmìng; Вейд-Джайлз: T'ien-ming; палл. Тяньмін; букв. Воля небес) — одне з центральних понять традиційної китайської політичної культури, що використовується як джерело легітимації правлячої династії. Широко відоме починаючи з епохи Чжоу, XI ст. до н. е. Приблизно через сто років (правління Му-вана, 976 - 922 до н. е.) в Чжоу набуває широкого поширення термін «Син Неба »(天子), який використовується  щодо держателя мандата.
Правлячий дім мав монопольний зв'язок з Небом, володіючи «небесною довірою», заслужену шляхом накопичення чесноти де. Втрата чесноти трактувалася традиційною конфуціанською історіографією як основна причина втрати влади. Тому в класичній літературі Китаю засновники нової династії неодмінно постають носіями чесноти, а падіння династії зв'язується з моральним розкладанням правителя, який призвів до втрати мандата.
Втрата Небесного мандата представлялася подією космічного значення: її зображували супроводжуваною катаклізмами і чудесами.
Згідно з «Менцзи», аморальність правителя могла стати приводом його повалення, тобто, благовоління Неба не вважалося вічним. Не всім правителям подобалася ця концепція, а засновник династії Мін імператор Хун'у навіть вилучив відповідні місця з трактату. Після його смерті цілісність тексту була відновлена.

## У сучасному Китаї
Згадка Небесного мандата є на медалі, що вручається при отриманні Премії Шао (присуджується з 2004 року за наукові досягнення в астрономії, біології, медицині та математики).